# Esametro dattilico
L'esametro dattilico o esametro eroico, spesso chiamato semplicemente esametro, è il più antico e il più importante tipo di verso in uso nella poesia greca e latina, usato in particolar modo per la poesia epica o poesia didascalica. Secondo le definizioni della metrica classica esso consiste in una esapodia dattilica catalettica in disyllabum, ossia di un verso formato da sei piedi (esapodia) dattilici (maggiormente composti da: {\displaystyle {\acute {-}}}{\displaystyle \smallsmile }{\displaystyle \smallsmile }), di cui l'ultimo manca di una sillaba (catalettico), risultando quindi di due sillabe (in disyllabum), secondo lo schema:

## Storia
L'origine dell'esametro rimonta alla protostoria del mondo greco: gli studiosi hanno vivacemente dibattuto sulla possibilità che esso fosse già in uso in età micenea, senza raggiungere risultati definitivi. La tesi più accreditata, sostenuta da Gregory Nagy, è che l'esametro sia l'espansione, originariamente isosillabica, di un ferecrateo. 
Successivamente, durante l'età buia seguita al crollo di Micene, i mutamenti fonetici legati alla contrazione determinarono la comparsa della caratteristica equivalenza fra due sillabe brevi e una sillaba lunga, e la possibilità di sostituire il dattilo con lo spondeo. Fosse già usato nel II millennio a.C., l'esametro aveva senza dubbio alle spalle una storia di secolare elaborazione orale da parte degli aedi prima di approdare alla più antica forma a noi nota, quella omerica, una forma che, nonostante le numerose anomalie rispetto alle epoche posteriori, è frutto di una tecnica raffinata. Dopo Omero, nell'età arcaica fu ancora usato per la poesia eroica (poemi ciclici) e per quella didascalica di Esiodo; gli stessi poeti lirici lo usarono talvolta, non solo nel distico elegiaco, ma anche come metro autonomo, come è il caso degli epitalami di Saffo. Meno nota è invece la sua evoluzione in età classica, a causa delle numerose lacune della nostra conoscenza della letteratura dell'epoca.
Il verso conobbe poi un nuovo periodo di grande vitalità in epoca ellenistica, con la ripresa, da parte dei poeti alessandrini, della poesia epica (in particolare con Apollonio Rodio), dell'epillio (l'Ecale di Callimaco), degli Inni in stile omerico (gli Inni, sempre di Callimaco), e della poesia didascalica (Arato di Soli). Gli alessandrini, ed in particolare Callimaco, il cui esempio fece scuola, affinarono il verso omerico, restringendo il numero degli schemi ammessi rispetto a quello omerico; la tendenza al sempre maggior virtuosismo metrico restò una costante nella poesia di epoca romana e raggiunse il suo culmine, al termine dell'età antica, nelle Dionisiache di Nonno: rispetto ai 32 schemi dell'esametro omerico, Nonno ne ammette solo 9, in un'età in cui il senso della quantità andava perdendosi (sebbene si riscontri la tendenza sempre più pronunciata, soprattutto nella seconda parte di verso, a far coincidere ictus metrico e accento tonico delle parole).
Dalla Grecia, l'esametro in età ellenistica fu introdotto nella letteratura latina ad opera di Ennio, adattandosi alle diverse possibilità espressive della lingua latina (ad esempio le figure di suono giocano un ruolo molto più importante nella poesia latina che in quella greca), affinandosi progressivamente prima con Lucrezio e Catullo, e quindi con i poeti di età augustea, in primo luogo Virgilio ma anche Orazio, per poi restare in uso sino alla tarda antichità e oltre.

## Uso
L'esametro, verso eroico per definizione, rimase sempre strettamente legato alla poesia epica, tanto in Grecia quanto a Roma: i poemi omerici, le Argonautiche, le Dionisiache, e a Roma l'Eneide sono i massimi capolavori di questo genere, a cui si affiancano l'epillio (come l'Ecale di Callimaco, o il carme 64 di Catullo) e, specialmente a Roma, l'epica storica, rappresentata tanto dai perduti Annales di Ennio quanto dalla Pharsalia di Lucano. Accanto alla poesia epica, divenne, da Esiodo in poi, il metro della poesia didascalica: a Roma questo suo uso sarà sancito dal De rerum natura di Lucrezio, e si manterrà vivo sino all'età tardoantica; mentre prima, con Lucilio e poi con Orazio, in un adattamento che è tipicamente romano, l'esametro diviene anche il metro della satira e dell'epistola in versi. Grazie all'opera di Teocrito e di Virgilio, esso divenne inoltre il metro della poesia bucolica. Raro invece fu il suo utilizzo nel campo della poesia lirica, sia nel mondo greco sia nel mondo romano: Saffo, tuttavia, lo usò nei suoi epitalami, e fu ripresa in ciò da Catullo. In esametri dattilici sono composte anche le Metamorfosi di Ovidio. 

## Struttura
Lo schema di base dell'esametro, è, come si è detto: {\displaystyle {\acute {-}}}{\displaystyle \smallsmile }{\displaystyle \smallsmile }{\displaystyle {\acute {-}}}{\displaystyle \smallsmile }{\displaystyle \smallsmile }{\displaystyle {\acute {-}}}{\displaystyle \smallsmile }{\displaystyle \smallsmile }{\displaystyle {\acute {-}}}{\displaystyle \smallsmile }{\displaystyle \smallsmile }{\displaystyle {\acute {-}}}{\displaystyle \smallsmile }{\displaystyle \smallsmile }{\displaystyle {\acute {-}}} X.
Dal momento che la quantità dell'ultima sillaba è indifferente, l'ultimo piede può essere tanto uno spondeo quanto un trocheo; per gli altri piedi l'unica sostituzione ammessa al dattilo è lo spondeo.
La soluzione del dattilo in uno spondeo è possibile in tutti i primi cinque piedi, ma non è egualmente frequente: il quinto piede, in particolare, è di norma un dattilo e la tendenza dell'esametro più tardo è quella di evitare sempre più le agglomerazioni di spondei, soprattutto nella seconda parte del verso. I piedi in cui lo spondeo si incontra più di frequente sono il terzo e il secondo.
A seconda dei differenti schemi metrici, si distinguono vari tipi di esametri:
- esametro olodattilico: un esametro composto solo di dattili. È uno schema abbastanza frequente.
- esametro olospondaico: un esametro composto solo da spondei. È una forma rarissima.
- esametro spondaico: quando lo spondeo compare in quinta sede, posizione generalmente evitata, l'esametro si definisce spondaico. Non è un verso molto frequente, e nell'evoluzione del metro si fa sempre più raro. In Omero la sua presenza è ancora abbastanza significativa; i poeti ellenistici lo usano per lo più con intento arcaizzante, nell'epica di Nonno è completamente assente. In caso di esametro spondaico, il quarto piede è di norma un dattilo, e il verso si conclude con un trisillabo o quadrisillabo (inglobando così in parte o interamente il quinto piede)

Proprio in virtù delle cesure, come cerniere metriche vere e proprie, e della libertà di quantità di sillabe brevi e lunghe, si ritiene che l'esametro possa derivare da un'antica forma di lirica corale epica, passata poi alla declamazione. L'esametro si può formare attraverso l'unione dei cola in un solo verso, attraverso le possibili combinazioni:
- Hemiepes femminile
- Hemiepes maschile
- Alcmanio catalettico e acataletto (o tetrametro dattilico)
- adonio
- enoplio dattilo epitrito
- Pentemimere anapestico o reiziano

Ad esempio hemiepes femminile + enoplio = esametro con cesura pentemimere; oppure alcmanio  + reiziano = esametro con cesura eftemimere.

### Hemiepes
L'hemìepes (o mezzo piede) è il colon costitutivo di alcuni versi greci, come il pentametro dattilico (usato per il componimento del distico elegiaco), il giambelego, l'elegiambo. Esso si distingue in:
- - Hemìepes maschile: {\displaystyle {\acute {-}}} ∪ ∪ {\displaystyle {\acute {-}}} ∪ ∪ {\displaystyle {\acute {-}}}  che corrisponde a un pentametro vero e proprio
  - Hemìepes femminile: {\displaystyle {\acute {-}}} ∪ ∪ {\displaystyle {\acute {-}}} ∪ ∪ {\displaystyle {\acute {-}}} ∪; quest'ultimo elemento può essere anche lungo ( — ), a seconda della quantità della vocale.

### Pause metriche

Schema delle cesure dell'esametro dattilico secondo lo schema di Hermann Fränkel

A causa della sua lunghezza, l'esametro necessita di una o due pause al suo interno, che possono assumere la forma di una dieresi, allorquando essa si trovi tra due piedi, o di una cesura, nel momento in cui si trova dentro di un piede. L'esametro ammette cinque pause:
- la cesura tritemimera o semiternaria, dopo il terzo mezzo piede, ossia dopo l'arsi del secondo piede;
- la cesura pentemimera o semiquinaria, dopo il quinto mezzo piede, ossia dopo l'arsi del terzo piede;
- la cesura κατὰ τὸν τρίτον τροχαῖον (ovvero del terzo trocheo), detta anche pentemimera femminile, ossia tra le due sillabe brevi del terzo piede, che deve perciò essere dattilico;
- la cesura eftemimera o semisettenaria: dopo il settimo mezzo piede, ossia dopo l'arsi del quarto piede;
- la dieresi bucolica: (così chiamata perché particolarmente frequente nella poesia bucolica): tra il quarto e il quinto piede, formando un adonio e molto spesso seguito da un enjambement[senza fonte]; perché si dia dieresi bucolica occorre che ci sia una pausa di senso[2] o una sensibile interpunzione.[3]

In generale, le pause più comuni sono la pentemimera e quella dopo il terzo trocheo; la tritemimera compare solo se nel verso è presente un'altra cesura, di solito un'eftemimera; anche la dieresi bucolica spesso appare in combinazione con un'altra pausa. 
La distribuzione di queste pause varia in maniera considerevole a seconda degli esempi considerati. In Omero, la pentemimera è altrettanto frequente di quella dopo il terzo trocheo, ma la sua frequenza diminuisce nella poesia alessandrina e diviene ancora più rara nei poeti tardoantichi, che usano anche molto raramente la dieresi bucolica. Nell'esametro latino, al contrario, la cesura dopo il terzo trocheo è piuttosto rara, mentre non è infrequente l'eftemimera da sola, ed è ricercata la combinazione pentemimera-eftemimera; la dieresi bucolica è sempre preceduta da un'altra cesura.

#### Alcuni esempi di cesure
In greco
Μῆνιν ἄειδε, θεά, / Πηληϊάδεω Ἀχιλῆος (Iliade, I, 1) (pentemimera)
Ἄνδρα μοι ἔννεπε, Μοῦσα, / πολύτροπον, / ὃς μάλα πολλά (Odissea, I, 1) (cesura dopo il terzo trocheo e dieresi bucolica)
Διογενὲς / Λαερτιάδη, / πολυμήχαν' Ὀδυσσεῦ (Iliade II 173) (tritemimera ed eftemimera)
in latino
Arma virumque cano / Troiae / qui / primus ab oris (Eneide I 1) (pentemimera, eftemimera e dieresi bucolica)
Obruit Auster aqua involvens / navemque virosque (Eneide VI 336) (eftemimera)
Quidve dolens / regina deum / tot volvere casus (Eneide I 9) (tritemimera ed eftemimera)
Dic mihi, Damoeta, / cuium pecus? / An Meliboei? (Bucoliche, III, 1) (pentemimera e dieresi bucolica)

### Ponti
Per ponte o zeugma (da non confondersi coll'omonima figura retorica) si intende un punto del verso in cui si evita di far terminare le parole. Nell'esametro, si possono riscontrare questi ponti:
1. Ponte di Hermann (dal nome del filologo che lo scoprì): c'è sempre ponte tra le due sillabe brevi del quarto piede. Nella poesia greca, le eccezioni sono rarissime; la poesia latina, invece, non lo rispetta.
2. Ponte di Hilberg: a partire dall'età ellenistica c'è ponte tra secondo e terzo piede dell'esametro, se il secondo piede è realizzato da uno spondeo.
3. Ponte centrale: mentre sono normali la cesura femminile o la pentemimera, si evita costantemente di far coincidere la fine del terzo piede con la fine di parola, per evitare l'impressione di un doppio trimetro.
4. Ponte di Naeke, o ponte bucolico: a partire dall'età ellenistica c'è ponte tra quarto e quinto piede dell'esametro, se il quarto piede è realizzato da uno spondeo.
5. Ponte di Tiedke-Meyer: a partire dall'età ellenistica si evita di avere fine di parola contemporaneamente dopo l'elemento lungo del quarto piede e dopo l'elemento lungo del quinto piede.
6. Il ponte è più o meno severo tra uno spondeo formato da una sola parola e il piede seguente. Questa regola è ferrea nel caso sia il terzo piede ad essere spondaico; non agisce invece se si tratta del primo piede.